# Kefka Palazzo
(Kefka Palazzo ai protagonisti, durante lo scontro finale)
Kefka Palazzo (ケフカ·パラッツォ?, Kefuka Parattso, traslitterato come Cefca Palazzo nella versione giapponese) è l'antagonista principale del videogioco Final Fantasy VI, e uno dei personaggi più popolari della saga. È apparso anche in diversi altri titoli di Square, doppiato in giapponese da Shigeru Chiba e in inglese da Dave Wittenberg.
Nel videogioco Kefka è introdotto inizialmente come il mago di corte della belligerante dittatura di Vector, l'Impero di Gestahl, e nel corso della storia si rivelerà essere un vero e proprio psicopatico. Dopo essersi sottoposto al primo progetto di tecnologia Magitek dello scienziato Cid del Norte Marquez, Kefka ottiene immensi poteri magici, ma gli esperimenti non erano ancora perfezionati e perde del tutto la ragione. Riuscirà in seguito a uccidere l'Imperatore Gestahl, assorbire i poteri della Triade della Discordia — le tre divinità che crearono l'universo di Final Fantasy VI — e causare l'apocalisse, diventando un vero e proprio Dio.
Kefka è considerato dalla critica uno dei personaggi più amati e popolari nel panorama dei giochi di ruolo, e numerosi siti web e riviste lo hanno definito come il miglior cattivo della storia dei videogiochi. Kefka è noto soprattutto per il suo iconico aspetto da pagliaccio psicopatico, l'innata crudeltà, i suoi crimini indicibili, le sue frasi memorabili e la sua risata isterica, fattori che l'hanno portato ad essere definito dalla critica il personaggio più crudele mai concepito per un videogioco.

## Sviluppo e aspetto fisico
Kefka è stato realizzato da Yoshitaka Amano, lo storico character designer della serie, a cui venne data completa e totale libertà creativa durante lo sviluppo dell'aspetto fisico del personaggio. Amano affermò in un'intervista che il suo scopo era quello di «realizzare un cattivo che sarebbe risultato "vivo" e "reale" agli occhi del giocatore», tenendo però in considerazione il fatto che doveva poi essere rappresentato con uno sprite. Il celebre character designer affermò inoltre che Kefka fu uno dei personaggi più difficili che abbia mai sviluppato e disegnato, in quanto la sua idea principale era quella di renderlo il cattivo più originale e "diverso" della saga. Inizialmente il team di sviluppo aveva solo uno schizzo del personaggio e del ruolo che doveva avere all'interno del videogioco. In seguito, però, Yoshinori Kitase si accorse che una delle prime scene del personaggio era «normale», e per renderla speciale improvvisò un dialogo con i soldati accompagnatori intenti a spolverare i suoi stivali, facendo subito intuire al giocatore che a Kefka mancasse qualche rotella. Kitase affermò in seguito che questo sarebbe stato «l'elemento chiave che avrebbe impostato le basi della personalità del cattivo».
Fisicamente, Kefka è un uomo di media statura, magro, con i capelli lunghi e biondi legati a coda di cavallo, ornati da gioielli e grandi piume variopinte. In tutti i disegni e i ritratti di Amano viene mostrato un sorriso sadico e sinistro. È vestito con abiti multicolore, un mantello rosso e giallo e il volto dipinto di bianco: il tutto gli conferisce l'aspetto di un pagliaccio. Il suo abbigliamento è stato definito dal sito web GamesRadar «vistoso», con «trucco spalmato sul viso estremamente intimidatorio» e «una stridula risata fanciullesca», che «puntualizza il suo stato mentale». Nella forma finale il suo aspetto subisce un cambiamento radicale, assumendo le sembianze di una divinità mostruosa dalla pelle violacea e completamente nuda (con solo una veste rossa a coprire il bassoventre), nonché dotata di sei ali. Questo aspetto è mostrato soltanto durante il celebre scontro finale. In Dissidia Final Fantasy e Dissidia 012 Final Fantasy il volto di Kefka è stato leggermente modificato, in quanto è tracciato da un ghigno diabolico e perverso, con gli zigomi talmente accentuati da ricordare un Glasgow smile, e le sue orecchie sono ora diventate a punta. Persino il suo caratteristico trucco ha subito alcune variazioni.

## Storia
(citazione ricorrente di Kefka)
La vita di Kefka prima degli eventi del videogioco è avvolta nel mistero. Le uniche informazioni sul suo passato vengono rivelate ai protagonisti da un cittadino di Vector. All'età di diciannove anni, Kefka si sottopone al primo esperimento Magitek, il quale gli garantisce temibili poteri magici che gli permettono di devastare e sottomettere l'intero continente meridionale, ma in seguito al quale perde del tutto il lume della ragione. Il suo aspetto fisico e abbigliamento subiscono drastici cambiamenti, conferendosi le sembianze di un folle pagliaccio, e venendo ben presto considerato come la persona più pericolosa dell'Impero. Nonostante la sua personalità folle e distorta, Kefka riesce a diventare il braccio destro di Gestahl.

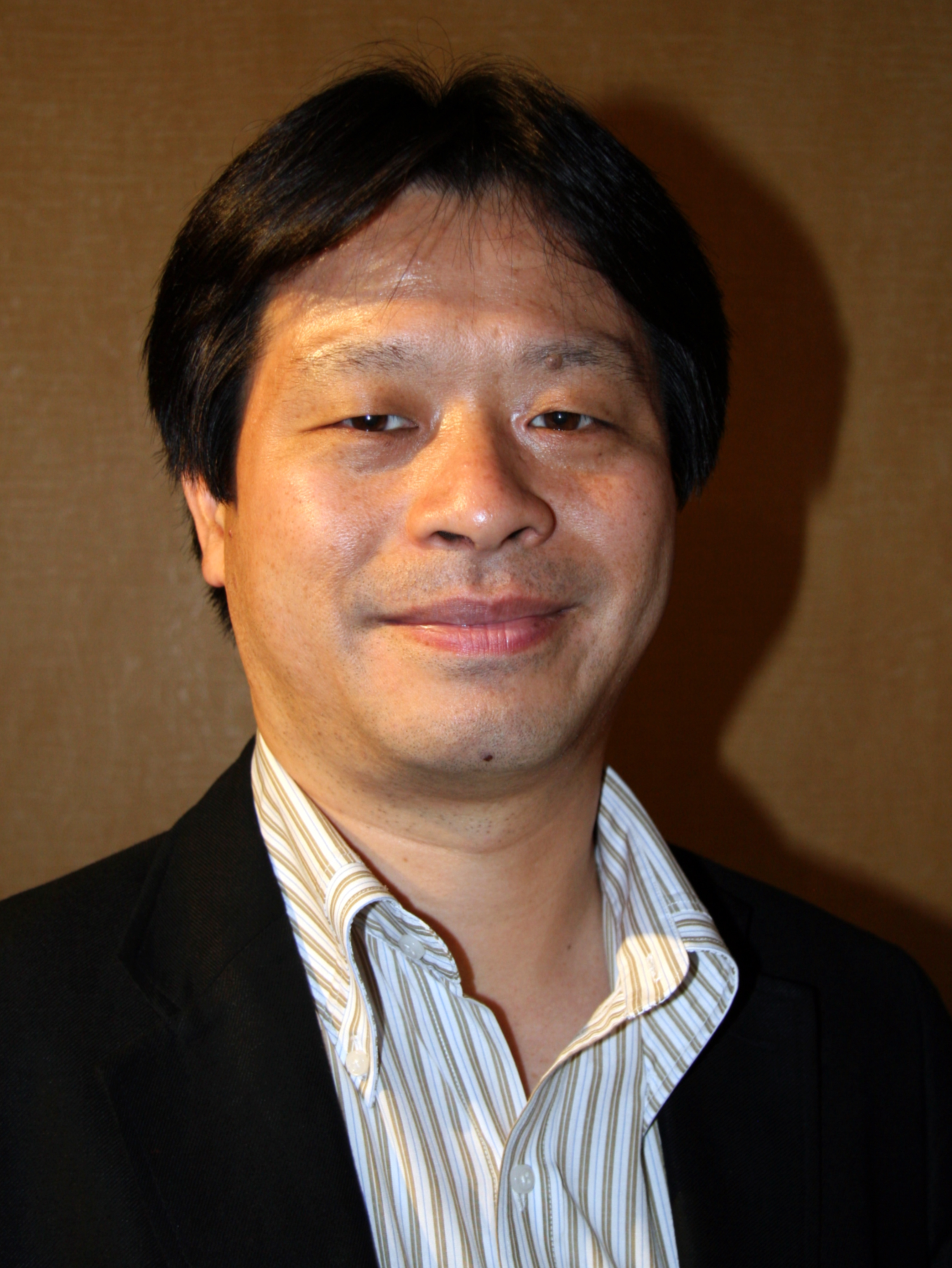
Yoshinori Kitase, il principale programmatore del gioco, affermò che, durante lo sviluppo della trama, Kefka ricevette molta più attenzione di quanto inizialmente preventivato, perché si trattava del suo personaggio preferito.

Circa sei anni dopo l'esperimento Magitek, Gestahl assegna a Kefka e a Leo Christophe il compito di ristrutturare le forze militari dell'Impero. Durante tale processo, il folle mago elabora la Corona della Schiavitù, un dispositivo che permette di controllare le azioni e i pensieri di chi lo indossa, e lo utilizza su Terra Branford, facendole così bruciare più di 50 soldati vivi. Subito dopo, Kefka manda Terra alla città settentrionale di Narshe allo scopo di ottenere l'Esper Valigarmanda, recentemente trovato congelato nelle miniere; ma la missione fallisce quando la misteriosa creatura si risveglia e danneggia permanentemente la Corona della Schiavitù, ripristinando così il libero arbitrio di Terra. Di conseguenza, Kefka si dirige verso il Castello di Figaro per riprendere la ragazza, lamentandosi durante il viaggio della presenza di sabbia nel deserto e costringendo infine i due soldati accompagnatori a spolverare i suoi stivali, in una delle scene più celebri del personaggio. Giunto a destinazione, Edgar Roni Figaro e Locke Cole nascondono Terra nell'intento di proteggerla dalle crudeli intenzioni di Kefka; il generale capisce l'inganno e dà alle fiamme l'intero castello, ma il trio riesce a scappare in groppa a dei Chocobo.
Durante uno scontro con il Regno di Doma, Kefka è annoiato dalle misure cautelative messe in atto dal generale Leo e avvelena le riserve idriche del regno, uccidendo l'intera popolazione e ottenendo una rapida vittoria per l'Impero, godendosi nel frattempo le urla di dolore del regno. Dopo che la Resistenza ha aperto il Portale e che numerosi Esper fuori controllo sono fuoriusciti dal loro mondo e hanno incendiato Vector, l'Imperatore Gestahl si arrende e fa arrestare il suo generale. Il pentimento dell'Imperatore si rivela però una farsa e Kefka viene presto rilasciato. Seguendo la Resistenza, il mago di corte sconfigge senza alcun problema il gruppo, trova e si sbarazza subito di tutti gli Esper e uccide brutalmente il generale Leo, che aveva tentato di fermarlo. Gestahl si dirige quindi con Kefka verso il Portale, trovando la Triade della Discordia e dando vita al Continente Fluttuante, con il quale l'Imperatore ha intenzione di dominare il mondo. Quando la Resistenza li raggiunge, Celes Chere pugnala Kefka, scatenando la sua ira e totale follia; di conseguenza, lo stregone uccide spietatamente Gestahl, assorbe i poteri della Triade della Discordia e, avendo sconvolto il loro ordine, distrugge in pochi secondi il mondo intero e diventa un Dio, nonché la fonte di tutta la magia del pianeta.
Nel corso dell'anno seguente, Kefka costruisce con la sua magia un'immensa torre dalle macerie del mondo, dall'alto della quale, ricorrendo ad un fascio di energia denominato Luce del Giudizio, continua la sua folle opera di distruzione annientando intere città e uccidendo i sopravvissuti. Sorge inoltre un vero e proprio culto, il Culto di Kefka, formato da individui che, per paura di essere uccisi dalla folle divinità, hanno venduto le loro anime e i loro cuori a Kefka. La Resistenza riesce infine a riunirsi e a raggiungere la cima della sua torre. Qui, la folle divinità espone finalmente i suoi pensieri nichilisti. Il gruppo rifiuta di accettare le sue affermazioni e inizia così lo scontro finale che si conclude con la morte di Kefka e la conseguente scomparsa della magia dal mondo, segnando l'inizio di una nuova era.

## Personalità
(Kefka Palazzo durante l'avvelenamento di Doma)

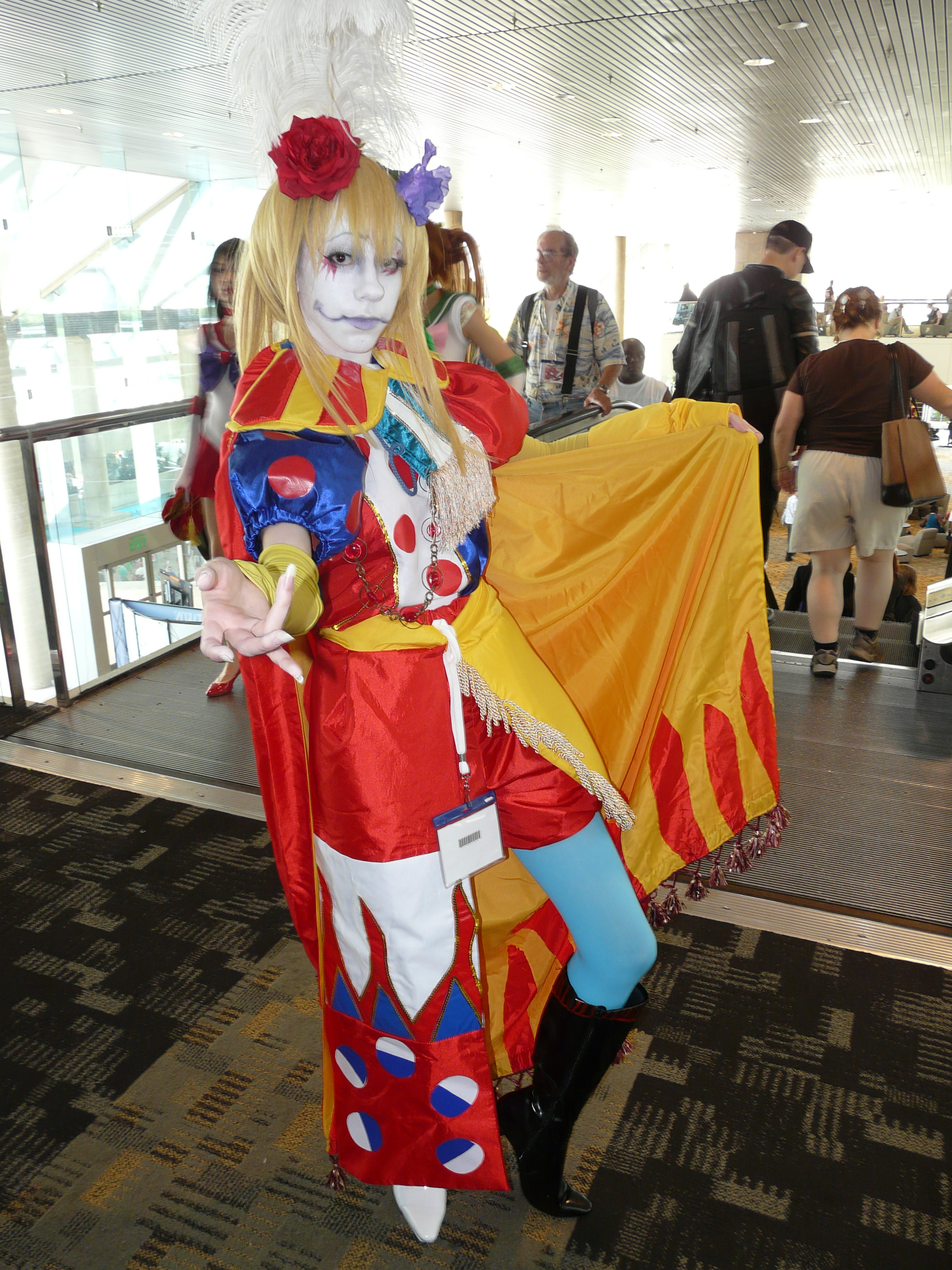
Cosplayer di Kefka

Kefka è maniacale, distruttivo, ma soprattutto crudele. È stato descritto dai suoi sottoposti come un uomo estremamente pericoloso e manipolatore, nonostante una delle sue tattiche militari consista nel ritirarsi dagli scontri che non prende sul serio. È uno psicopatico, un uomo spietato a cui non importa niente delle conseguenze di molte sue terribili azioni, anzi, ne trae gioia e piacere, ridendo istericamente durante le situazioni più disastrose e odiando tutto. È anche estremamente sadico, in quanto si diverte alla sola idea di persone che muoiono e urlano (suono che paragona ad un'orchestra), fattore particolarmente evidente durante l'avvelenamento di Doma. L'unica gioia di Kefka nella sua vita deriva dal causare morte e distruzione ovunque sia possibile: lui stesso, infatti, afferma prima dello scontro finale che ama distruggere proprio perché la terribile perdita di vite preziose è la principale conseguenza.
Quello che sembrava solo odio infondato verso ogni essere si rivelerà vero e proprio nichilismo, ed esprimerà il suo disgusto per l'umanità devastando l'intero mondo e diventando un Dio, per poi bruciare i villaggi dei sopravvissuti con la temibile Luce del Giudizio allo scopo di spolpare e sviscerare il mondo fino allo sfinimento per la sua implacabile sete di sangue e appagamento personale. Kefka osserva con immenso sadismo la sua più grande opera di distruzione e pondera così sul vero significato dell'esistenza, giungendo alla conclusione che ogni cosa è totalmente priva di uno scopo, persino il caos stesso. Viene infine ucciso dai protagonisti dopo un'ardua battaglia disputata nella cima della Torre di Kefka, accompagnata dal celebre brano Dancing Mad, che esplora ulteriormente la mente contorta del personaggio. L'odio supremo di Kefka nei confronti dell'esistenza raggiunge il suo massimo livello in Dissidia 012 Final Fantasy: il profilo del personaggio nel Museo, infatti, rivela che nella scena della sua morte il folle pagliaccio si è in realtà autodistrutto, suggerendo che, a causa della sua estrema misantropia, Kefka ha disprezzato persino la sua stessa esistenza fin dall'inizio.
Quando la Resistenza raggiunge l'Istituto di Ricerca Magitek di Vector, Kefka afferma di voler diventare una divinità risvegliando la Triade della Discordia, suggerendo che soffra anche di megalomania (nonostante riesca in seguito nei suoi intenti). Secondo Final Fantasy III Nintendo Player's Guide, la guida strategica di Final Fantasy VI, Kefka è anche un uomo profondamente narcisista, in quanto prova una fortissima attrazione nei confronti della sua immagine riflessa negli specchi. In Dissidia Final Fantasy e Dissidia 012 Final Fantasy, Kefka si comporta in alcune situazioni come un "bambino viziato", riferendosi a Terra con il termine "giocattolo" e trattandola di conseguenza più come una bambola da utilizzare a proprio piacere personale, come oggetto per i propri scopi, dimostrando di non avere alcun rispetto per la vita umana e arrivando al punto di considerarla come uno strumento a lui congeniale. Dai suoi folli modi di fare e da alcune celebri citazioni, quali «roba da pazzi!», «ho della lurida sabbia sugli stivali!» o «ho imparato un po' d'etichetta», emerge anche sarcasmo; quando viene arrestato da Gestahl, Kefka si stupisce di tale atto e finge, con macabra ironia, di non comprendere le motivazioni della sua condanna, nonostante egli sappia perfettamente di aver sterminato un'intera popolazione. Inoltre, in una seconda guida strategica del gioco, chiamata Final Fantasy VI The Complete, viene confermata la sua inquietante ossessione per gli specchi e per le bambole, nonché un particolare disprezzo nei confronti del generale Leo, del bene e dell'ingenuità.

## Poteri e abilità
(Kefka agli eroi, prima dello scontro finale)
Kefka, in termini di abilità, è una rarità nella serie. Mentre gli altri cattivi iniziano già con grandi quantità di poteri, quelli del folle generale aumentano man mano che la storia procede. Attacca Sabin al campo imperiale con una semplice frusta, e può essere ferito gravemente da qualsiasi attacco. A Narshe, invece, conosce già potenti incantesimi, e costituisce una minaccia. Kefka comincia in seguito ad assorbire il potere magico dagli Esper, e a Thamasa può quindi creare diverse illusioni e ologrammi per confondere l'avversario (tattica che utilizzerà per uccidere il generale Leo), può sconfiggere dozzine di Esper senza sforzi e anche usare l'incantesimo Oblio, che uccide istantaneamente un avversario. Può persino annullare i poteri degli Esper, ma è ancora vulnerabile in questo punto: la generalessa Celes lo ferisce con la sua spada al Continente Fluttuante, anche se sembra più adirato nei confronti della ragazza che gravemente ferito.
Assumendo il totale controllo della Triade della Discordia, Kefka assorbe tutti i loro poteri magici e diventa il Dio del Mondo in Rovina. Adesso può neutralizzare del tutto la maggior parte degli incantesimi, manipolare gli elementi principali della natura e proteggersi con numerose barriere piramidali. Può persino utilizzare l'incantesimo più potente del gioco, Ultima, e la Luce del Giudizio per bruciare i villaggi dei sopravvissuti.
Infine, Kefka ha dato vita a nuovi attacchi, divenuti poi celebri nella serie e utilizzati in alcuni capitoli successivi: Angelo crudele (originariamente Fallen one o Fallen angel), attacco che riduce a 1 i punti ferita del gruppo (ripreso poi nel combattimento finale di Final Fantasy VII con Safer∙Sephiroth, e nell'ultimo scontro di Final Fantasy VIII con Artemisia); Triade (originariamente Trine), un incantesimo che provoca cecità e mutismo; Alata distruttiva (originariamente Havoc Wing), potente attacco fisico che può facilmente uccidere in un colpo solo un personaggio e Derelitto (Goner nella versione originale per Super Nintendo, cambiato in Forsaken nelle successive riedizioni), un incantesimo devastante dal livello di potenza pari a 220, superiore a qualsiasi altra tecnica o magia del gioco, che diventerà in seguito il suo attacco firma.

### Boss
(Kefka durante lo scontro al campo imperiale)
Kefka è combattuto per un totale di 5 volte nel corso dell'avventura. In tutte le battaglie, eccetto l'ultima, Kefka fugge o usa in realtà un ologramma per confondere l'avversario. La celebre battaglia finale è suddivisa in 4 fasi differenti (una caratteristica impressionante per un titolo dell'epoca), durante le quali il giocatore deve sconfiggere le numerose creature apocalittiche della torre demoniaca, per poi finire in un ambiente in cui viene infine affrontato Kefka nella sua forma divina.

## Temi musicali

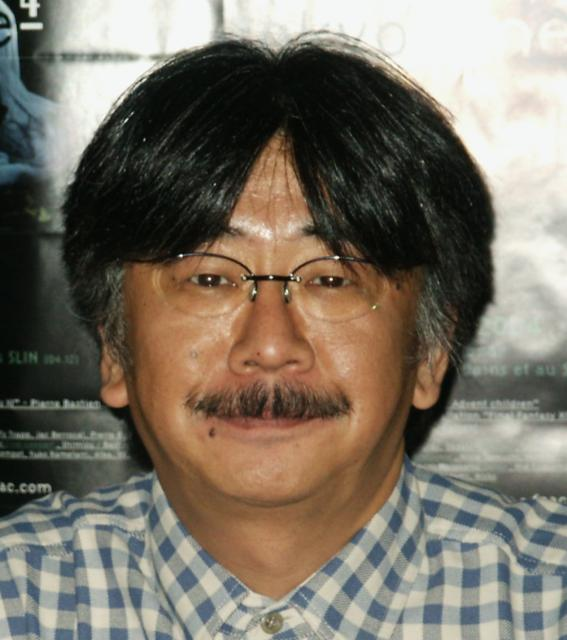
Nobuo Uematsu ha composto Kefka's Theme, The Fanatics e Dancing Mad

Kefka's Theme, il tema principale del personaggio, è udibile diverse volte nel corso del gioco. Si tratta inizialmente di una melodia semplice, quasi allegra, ma in seguito tamburi e percussioni pongono il brano sotto una luce completamente diversa, simboleggiando così la totale crudeltà e l'ascesa del personaggio. Durante lo scontro finale, invece, è udibile Dancing Mad, il tema di battaglia più lungo della saga e il brano della serie preferito da Uematsu. È suddiviso in 4 movimenti, ognuno udibile durante le diverse fasi della battaglia; in essa sono presenti numerosi leitmotiv. Il folle pagliaccio è ricordato soprattutto per la sua risata isterica, considerata dalla critica il suo tratto distintivo e uno dei migliori effetti sonori dei videogiochi.
Anche se non si tratta di un tema composto esclusivamente per il personaggio, The Fanatics è udibile durante l'esplorazione della Torre del Culto di Kefka, e nella scena che precede lo scontro finale con la folle divinità.
Dancing Mad in particolare ha ricevuto recensioni molto positive da parte della critica, venendo unanimemente considerato uno dei migliori brani videoludici. Patrick Gann del sito web RPGFan la nominò «una delle più grandi composizioni dei videogiochi», e il brano più complesso e meglio strutturato nel panorama videoludico. Nella classifica di Rate Your Music dei 100 migliori brani dei videogiochi, invece, raggiunse la terza posizione. Arrivò al secondo posto in quella del sito web Rankopedia, dove le canzoni venivano scelte dai lettori. Destructoid lo nomina il miglior brano della storia videoludica. SuperPhillip Central, invece, lo considera il miglior tema di battaglia dei giochi di ruolo.

## Altre apparizioni e doppiaggio
(Kefka in Dissidia Final Fantasy)
Kefka è il cattivo che rappresenta Final Fantasy VI in Dissidia Final Fantasy e nel prequel Dissidia 012 Final Fantasy, dove le divinità Cosmos e Chaos guerreggiano per il controllo totale dell'universo, con Kefka dalla parte di Chaos. Il folle pagliaccio ha subito una notevole quantità di lavoro e numerosi cambiamenti rispetto alla sua personalità in Final Fantasy VI da parte del produttore Tetsuya Nomura e il direttore Mitsunori Takahashi, i quali decisero di concentrarsi maggiormente sul lato infantile, narcisista e squilibrato dell'antagonista, piuttosto che su quello nichilista, distruttivo, misantropo e totalmente folle mostrato nel gioco originale. È il responsabile di numerosi eventi principali del gioco, tra cui la sconfitta di Kuja, la manipolazione di Cloud, Tifa e Sephiroth, il totale controllo della mente di Terra e la cattura di Bartz. Il traduttore Tom Slattery, che lavorò sulla versione per Game Boy Advance di Final Fantasy VI, affermò in un'intervista che si divertì molto a scrivere piccole variazioni nei dialoghi del personaggio.
Kefka è doppiato da Dave Wittenberg nella versione inglese e da Shigeru Chiba nella versione giapponese: quest'ultimo improvvisò numerose frasi del cattivo. Wittenberg, invece, decise di prestargli una voce dal tono acuto, gioioso, brioso e allegramente squilibrato, che occasionalmente si riduce a un suono estremamente intimidatorio. In battaglia, Kefka attacca principalmente con i suoi temibili incantesimi, i quali in realtà sono delle variazioni della normale magia nera di terzo livello: ogni attacco, infatti, si comporta sempre in maniera imprevedibile, e ciò costringe l'avversario a cambiare continuamente la sua strategia. Tuttavia, Kefka non è un personaggio particolarmente veloce, e proprio per questo si specializza nelle tecniche a distanza. Queste caratteristiche rendono il folle mago uno dei personaggi più unici da utilizzare in battaglia. Durante la Modalità EX, Kefka si trasforma nel Dio della Magia, aumentando enormemente tutte le sue statistiche e variando ulteriormente ogni incantesimo con degli effetti aggiuntivi. Nella sua Ipermossa EX, invece, la folle divinità attacca con la Luce del Giudizio, causando notevoli danni all'avversario inerme.
Kefka fa anche delle apparizioni in numerosi altri titoli di Square, come Theatrhythm Final Fantasy, Theatrhythm Final Fantasy: Curtain Call, Itadaki Street Portable, Final Fantasy: All The Bravest, Final Fantasy Tactics S, Final Fantasy Airborne Brigade, Pictlogica Final Fantasy, Final Fantasy Artniks, Final Fantasy Record Keeper, Lord of Vermilion II, Puzzle & Dragons e persino nel gioco di carte collezionabili della saga, dal titolo Final Fantasy Trading Card Game.

## Accoglienza e impatto culturale
(Eric Fenstermarker, scrittore di GameSpot, parlando di Kefka)
Kefka Palazzo è considerato da molti siti e riviste come uno dei personaggi più lodati e riusciti del mondo dei videogiochi, con le caratteristiche più apprezzate dalla critica che sono state l'iconico aspetto fisico, la sua celebre risata, i suoi temi musicali, la sua interessante personalità folle e contorta, i numerosi crimini (in particolare l'avvelenamento di Doma e l'apocalisse) e la trasformazione in divinità. È inoltre ritenuto da vari siti web e riviste un cattivo rivoluzionario nel panorama della serie e dei giochi di ruolo, in quanto presentava caratteristiche totalmente differenti rispetto a quelle degli antagonisti precedenti della saga e del genere. È il primo, e l'unico cattivo di Final Fantasy ad aver raggiunto il suo scopo, e molti antagonisti futuri della serie riprenderanno alcune caratteristiche e concetti alla base del personaggio, come l'ultimo scontro suddiviso in più fasi, la trasformazione finale in un essere dai poteri divini, disturbi narcisistici, manifestazioni di nichilismo e atteggiamenti sociopatici e misantropi. È quindi considerato dalla critica uno dei personaggi più identificabili e iconici che Square abbia mai creato.
In una classifica di GameSpot dei 10 migliori antagonisti videoludici, della sezione Reader's Choice (dove i personaggi venivano scelti dai lettori), Kefka raggiunse la prima posizione, con il commento: «Kefka ha dominato molte nostre classifiche, ed è il cattivo che è riuscito più volte a battere Sephiroth. Amiamo e odiamo Kefka, e diventa sempre più cattivo». In un articolo simile, la battaglia finale venne nominata una delle migliori della storia dei videogiochi. Nel numero 250 della rivista Nintendo Power, Kefka appare nella lista delle 250 Ragioni per Amare Nintendo (250 Reasons to Love Nintendo), risultando come il terzo cattivo preferito da Nintendo, insieme a Bowser e Ganondorf. È stato descritto come «un folle, spietato pagliaccio con poteri divini che vuole distruggere tutto e tutti (e si avvicina paurosamente al suo obiettivo), Kefka è decisamente crudele». È stato successivamente nominato dalla rivista «il miglior cattivo apparso in un videogioco per console in assoluto», guadagnandosi il raro riconoscimento "Miglior cattivo". Il sito web UGO.com lo inserisce al terzo posto nella classifica dei 25 migliori personaggi dei giochi di ruolo, affermando «pazzo, nichilista e crudele, Kefka non è un mistero come gli altri cattivi di Final Fantasy, al contrario, è continuamente presente, pronto a commettere qualche terribile crimine solo per dire che l'ha fatto lui». Nella lista del sito web Complex dei 50 migliori cattivi dei videogiochi, Kefka raggiunse la prima posizione, venendo definito «un potente mago imperiale con terrificanti intenzioni che il suo maestro non riuscì a controllare». IGN ha posizionato Kefka al terzo posto nella loro classifica dei 100 migliori personaggi della serie, venendo definito «uno dei migliori cattivi della storia videoludica, estremamente interessante». WatchMojo lo colloca invece in prima posizione. GamesRadar l'ha inserito al primo posto nella lista dei migliori cattivi dei videogiochi, affermando che «se paragonato a Sephiroth, quest'ultimo non è più interessante», mentre in un'altra classifica simile dello stesso sito raggiunse la seconda posizione, con il commento «Kefka è il cattivo più affascinante, interessante, complesso e indubbiamente terrificante dell'intera saga di Final Fantasy. Potrebbe non essere uno stoico super soldato o uno stregone onnipotente in grado di manipolare il tempo e lo spazio, ma è esattamente questo il motivo per cui è così spaventoso. Kefka è un immenso fascio di psicosi e fragilità molto umane che hanno permesso al personaggio di raccogliere immensi poteri divini attraverso la sua rabbia disperata. […] È essenzialmente un folle bambino nel corpo di un apocalittico portatore di distruzione. Sotto le sue innumerevoli atrocità giace sempre un arrogante ragazzino, che cerca di dare un senso alla sua sorte». Il sito web Arcade Sushi lo ha nominato il miglior antagonista dei giochi di ruolo, mentre GameSpy ha dichiarato che «si tratta indubbiamente del miglior cattivo dei videogiochi». È stato definito il miglior antagonista videoludico anche dal sito web Goliath, lodando i terribili crimini, la spaventosa crudeltà e le frasi celebri, sostenendo che «il modo più facile per creare dei cattivi memorabili è farli comparire in più titoli, renderli dei personaggi ricorrenti. Se compaiono in più giochi diventano più iconici, e di conseguenza più lodati. Eppure, il miglior cattivo di tutti i tempi ha fatto una sola apparizione in un solo videogioco, e non è più tornato».
Uno dei principali produttori di Konami, Tomm Hulett, ha descritto Kefka dicendo che «si tratta di un vero cattivo, un personaggio che amerete odiare e che disprezzerete dal profondo. A differenza di tantissimi antagonisti giapponesi, Kefka non ha avuto un tragico passato, nessun trauma che può portare a capire le sue intenzioni, è sempre lì, pronto a rovinare la vita della gente e a ridere delle disgrazie altrui», sostenendo in seguito che si tratta del personaggio più originale e interessante che Square abbia mai creato, e affermando inoltre che «di solito, in numerosi giochi di ruolo o capitoli di Final Fantasy, l'antagonista viene raramente menzionato, o fa addirittura la sua prima apparizione durante il finale del gioco. Kefka, invece, diventa un personaggio efficace perché è continuamente presente, e ogni sua scena è ormai ritenuta iconica». Il sito web Kotaku ha nominato Kefka il miglior cattivo dei videogiochi, affermando che «un personaggio che fa nascere tanto odio è affascinante» e che «la soddisfazione provata nel vederlo morire alla fine del gioco è enorme». Digital Spy dichiara che ha dato vita ad uno dei momenti migliori della serie, quando ha causato l'Apocalisse. In una recensione di Final Fantasy VI, IGN affermò che «è il maniacale nichilista del gioco, Kefka, che rende tutto davvero interessante. L'antagonista più crudele e distruttivo dell'intera serie, la brutalità e la spietatezza di Kefka non è mai stata raggiunta in altri videogiochi, vedere per credere!». Lo stesso sito notò anche la sua capacità di «dar vita a vere e proprie paure», inclusa la coulrofobia (la paura dei pagliacci) e la pediofobia (la paura delle bambole). GameSpy descrisse la forma finale di Kefka come una rappresentazione di Lucifero, evidenziando il suo potente attacco Angelo crudele. GameSpot ha dichiarato che «è uno dei pochi cattivi della storia videoludica ad aver distrutto il mondo, ottenuto poteri divini, sconfitto gli eroi e riuscito a governare e ancora distruggere il mondo devastato per più di un anno, rendendolo l'unico cattivo dei videogiochi ad aver avuto un vero e proprio successo nelle sue azioni». IGN l'ha definito il personaggio più popolare del gioco, e uno dei più celebri della serie. Il libro Final Fantasy and Philosophy di William Irwin, Jason P. Blahuta e Michel S. Beaulieu, presenta un capitolo dedicato interamente ad un'accurata analisi di Kefka, dove gli scrittori affermano che «è uno dei personaggi più ricchi di significato e simbolismo nel mondo dei videogiochi», esplorando a fondo la sua personalità nichilista, vuota e addirittura tragica e priva di speranza e dichiarando che «la maggior parte di noi vede l'esistenza come qualcosa di necessario, come un imperativo. Kefka capisce che non è così», e aggiungendo «se Kefka non è riuscito a trovare una ragione per vivere, nonostante la sua conoscenza e i suoi poteri divini, allora che speranza abbiamo noi?». Gli autori lo descrivono in seguito come un uomo estremamente crudele e disumano che, nella sua difficile ricerca del senso della vita (una ricerca che tutti i personaggi principali hanno affrontato nel corso del gioco), ha trovato il suo scopo nel caos e nella distruzione, e proprio per questo uccide spietatamente innocenti e arriva persino a distruggere il mondo intero: ai suoi folli occhi sono azioni perfettamente normali, in quanto la morte è la sua unica ragione di esistere, l'unico orizzonte certo e ineluttabile a cui anela ogni specie vivente. Concludono sostenendo che:
(Dal libro Final Fantasy and Philosophy del 2009, di William Irwin, Jason P. Blahuta e Michel S. Beaulieu)
Il sito web Liquid Footprints afferma che «Kefka è in sostanza l'anticristo. Si pone domande alla quale ognuno di noi è interessato, ma trae conclusioni completamente opposte rispetto a quelle di figure come Buddha o Gesù», e continua dichiarando che «sono queste domande a rendere Kefka un personaggio stranamente amabile. Esplora un percorso in cui anche noi potremmo imbatterci. La vita a volte è davvero priva di significato», per poi concludere «Kefka esamina il lato oscuro della disperazione. Senza la speranza, l'uomo diventa un mostro e desidera soltanto la morte. [...] Kefka lascia un impatto così forte proprio grazie alle sue domande, inquietanti perché tutti le abbiamo poste. Ci lascia intravedere la mezzanotte tormentata dell'inconscio umano, e uno spietato esempio di ciò che accade quando la speranza è persa». Il ruolo di Kefka all'interno del videogioco ha inoltre ispirato numerosi artisti nel corso degli anni. Ad esempio, Chris Olian, meglio conosciuto con il nome di 8-Bit Artist, ha impiegato più di 200 ore per ritrarre un enorme dipinto acrilico raffigurante la battaglia finale contro Kefka, prestando una particolare e impressionante attenzione ai minimi dettagli.

### Merchandising
Nel 2006 venne fatto un giocattolo della forma divina di Kefka nella linea dei prodotti di Final Fantasy Master Creatures. È stata anche creata una bambola della forma umana del cattivo da Tomopop. Un album musicale di Final Fantasy VI intitolato Kefka's Domain (Dominio di Kefka) è stato pubblicato il 1º luglio 1994. Una statuetta di Kefka è stata infine creata nel 2012 per Final Fantasy Creatures Kai Volume 5 di Square Enix.

## Citazioni e riferimenti
- Nel videogioco The Elder Scrolls III: Morrowind è presente un dungeon chiamato "Sepoltura di Kefka".[62]
- In Final Fantasy VII, il giocatore può udire una versione leggermente diversa della celebre risata di Kefka alla Ghost Square del Gold Saucer, esaminando una zucca di Halloween in un angolo della stanza. È possibile udirla anche quando Tifa Lockhart e Cloud Strife cadono nel Flusso Vitale, al villaggio di Mideel.[63]
- La celeberrima risata di Kefka è stata ripresa anche in Final Fantasy XII, in qualità sonora più elevata, durante la sequenza dell'attacco finale dell'Esper Zalera.[64]
- La risata di Kefka è presente anche in Chrono Trigger (altro gioco di ruolo alla giapponese della SquareSoft, ora Square Enix), parlando con Nolstein Bekkler alla Fiera del Millennio. Si può udire anche da Ozzie.[65]
- Nella popolare Creepypasta Sonic.exe è udibile numerose volte la risata di Kefka; viene persino citato dall'autore stesso nel corso del racconto.[66]
- Il primo boss del gioco di ruolo Evoland è chiamato "Fantasma di Kefka"; si tratta di un ovvio riferimento all'antagonista.[67][68]